# Хаусман, Рихард
Рихард Густав Готтхард Хаусман (Гаусман) (нем. Richard Gustav Gotthard Hausmann; 28 ноября (10 декабря) 1842, Верро — 19 декабря 1918, Юрьев) — российский историк из балтийских немцев.

## Биография
Родился 28 ноября (10 декабря) 1842 года в Верро, в семье ювелира.
В 1862 году он начал изучать химию в Дерптском университете, но уже после первого семестра понял, что его истинное призвание — история. Слушал лекции Карла Ширрена. В 1867 году окончил кандидатом Дерптский университет. Затем, в 1868—1870 годах стажировался в Гёттингенском университете у Георга Вайца и в Вене под руководством Теодора фон Зикеля, изучая историю права и источниковедение.
Вернувшись в Дерпт, в 1871 году защитил магистерскую диссертацию «Борьба немцев и датчан за владение Эстляндией до 1227 года» (нем. Das Ringen der Deutschen und Dänen um den Besitz Estlands bis 1227). В 1871—1896 гг. преподавал в Дерптском университете: доцент в 1871—1874 годах, экстраординарный профессор в 1874—1880 годах; с 1880 года, после получения степени доктора за диссертацию «Studien zur geschichte Königs Stephan v. Polen», — ординарный профессор, в 1885—1889 гг. — заместитель проректора, в 1889—1890 гг. — декан. В 1881—1890 гг. заведовал также университетской библиотекой. Помимо общей истории, Хаусман также читал лекции по балтийскому средневековью, источниковедению и археологии.
После русифицирующей реформы в университете покинул Дерпт и в 1897—1898 гг. был ординарным профессором в одееском Новороссийском университете. Затем вышел в отставку и вернулся в Дерпт, преподавал частным образом. В этот период жизни занимался также археологией.
Умер в Юрьеве 19 декабря 1918 года.

## Научная деятельность
Опубликовал ряд книг и статей по истории балтийского региона, в том числе «Ливоника в польском государственном архиве» (нем. Archivstudien zur livländischen Geschichte, I: Livonica im polnischen Reichsarchiv; 1880), «Очерки по истории города Пернау» (нем. Studien zur Geschichte der Stadt Pernau; 1906) и т. д.
Наиболее важные его достижения были в первую очередь в изучении Ливонского средневековья и ранней истории Тарту, а также в популяризации археологии. Его исследовательская деятельность, основанная на жёсткой критике источников и тщательной архивной работе, стала примером для многих позднейших балтийских немцев-историков, даже сложилась школа Хаусмана, в которую входили Леонид Леонидович Арбузов, Герман фон Брюнинг, Фридрих Бинеманн, Арнольд Фейерайзен, Эрнст Серафим, Йоханнес Халлер и многие другие.
Почётный член Эстляндского научного общества (1892), Общества истории и древностей Остзейских губерний (1895) и др.